# Gimnasia y Esgrima Jujuy
Club Atlético Gimnasia y Esgrima de Jujuy – argentyński klub piłkarski z siedzibą w mieście Jujuy. Klub występuje obecnie w drugiej lidze argentyńskiej – Primera B Nacional.

## Osiągnięcia
- Mistrz drugiej ligi argentyńskiej: 1993/1994
- Wicemistrz drugiej ligi argentyńskiej: 2004/2005

## Historia
Klub założony został w roku 1931 i jest prawdopodobnie głównym klubem północno-zachodniej Argentyny, grającym przez większość czasu w drugiej lidze argentyńskiej i tylko od czasu do czasu w pierwszej.
El Lobo Jujeno wygrali w sezonie 1993/94 Nacional B (drugą ligę argentyńską) i awansowali do ligi pierwszej, z której spadli w roku 2000. Po dobrym sezonie 2004/2005 GYEJ był drugi za Tiro Federal i ponownie pojawił się w pierwszej lidze.